# Hrad s plášťovou zdí

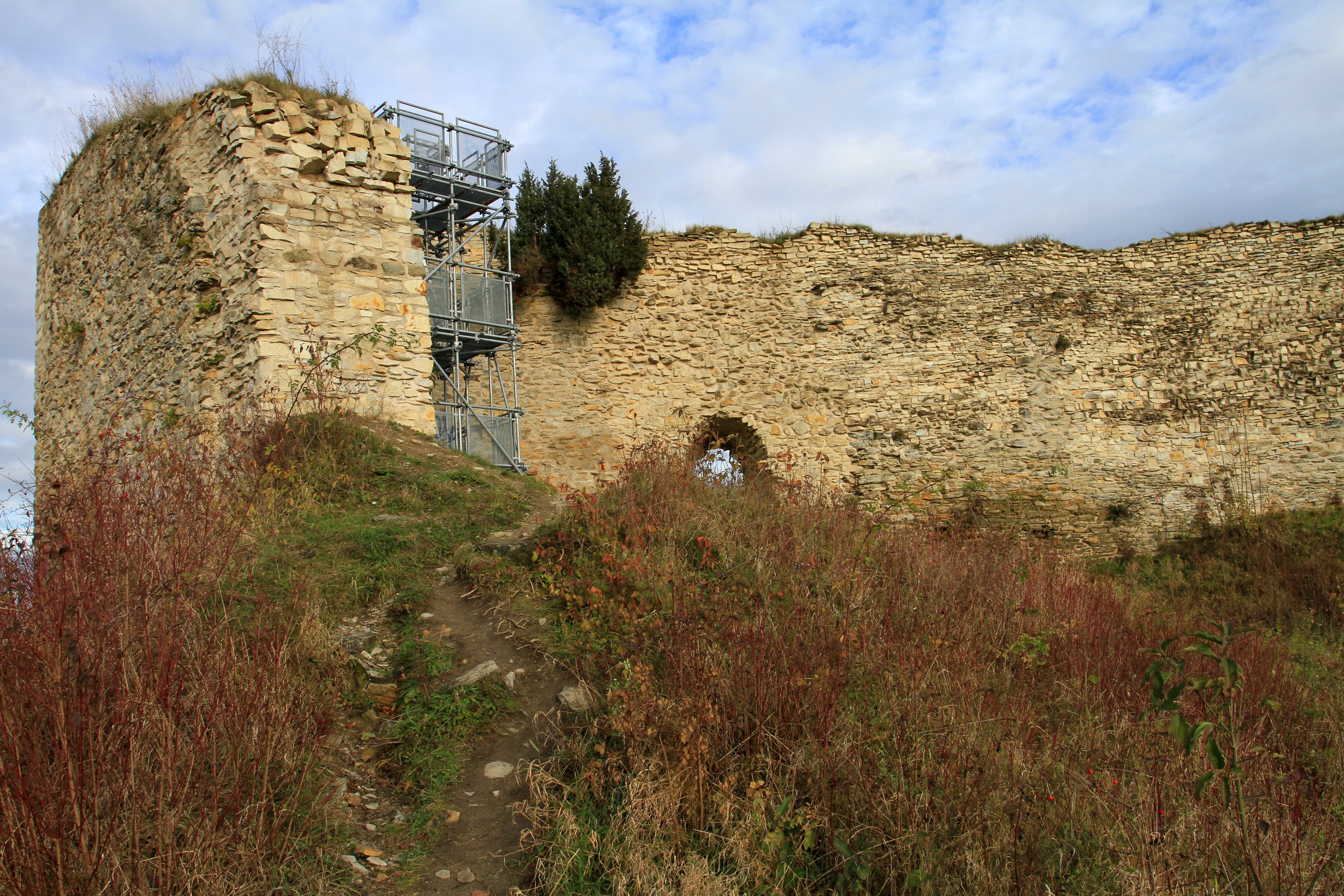
Lanšperk

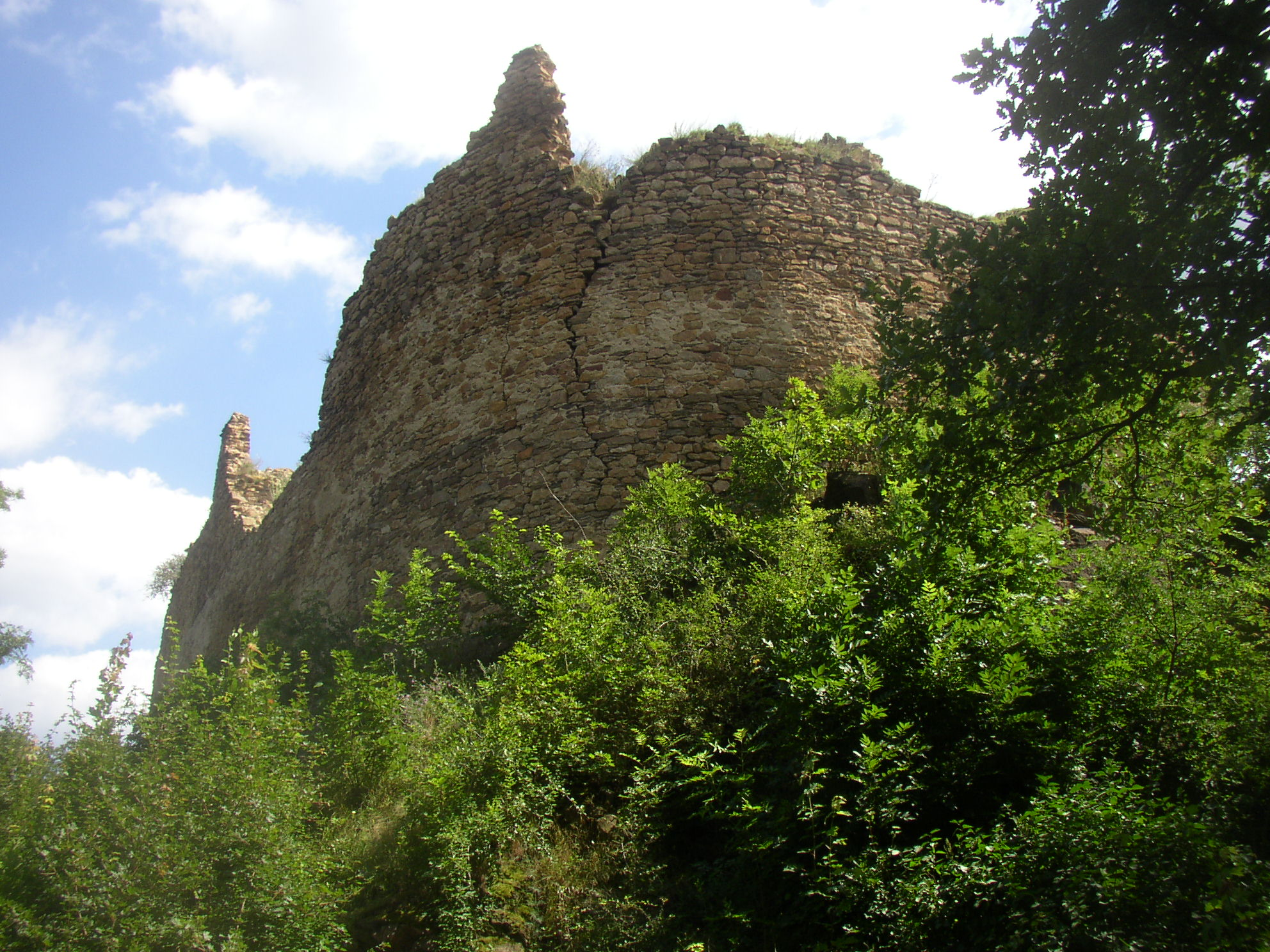
Opárno

Hrad s plášťovou zdí (Mantelmauerburg) je hrad, který nemá žádnou velkou hlavní věž (např. bergfrit nebo donjon). Základ obrany hradu tvořila mohutná a vysoká obvodová hradba (plášťová zeď) s ochozem, který umožňoval plynulý pohyb obránců. Za touto hradbou byly všechny ostatní objekty hradu. Součástí obvodové hradby mohla být branská věž.
V Čechách se hrady tohoto typu se stavěly od druhé poloviny 13. století (Lanšperk) do 14. století (Opárno). Hrady s plášťovou zdí byly charakteristické pro Dolní Rakousy, Moravu a Slezsko, odkud se rozšířily zejména do východních Čech a na Slovensko.

## Příklady

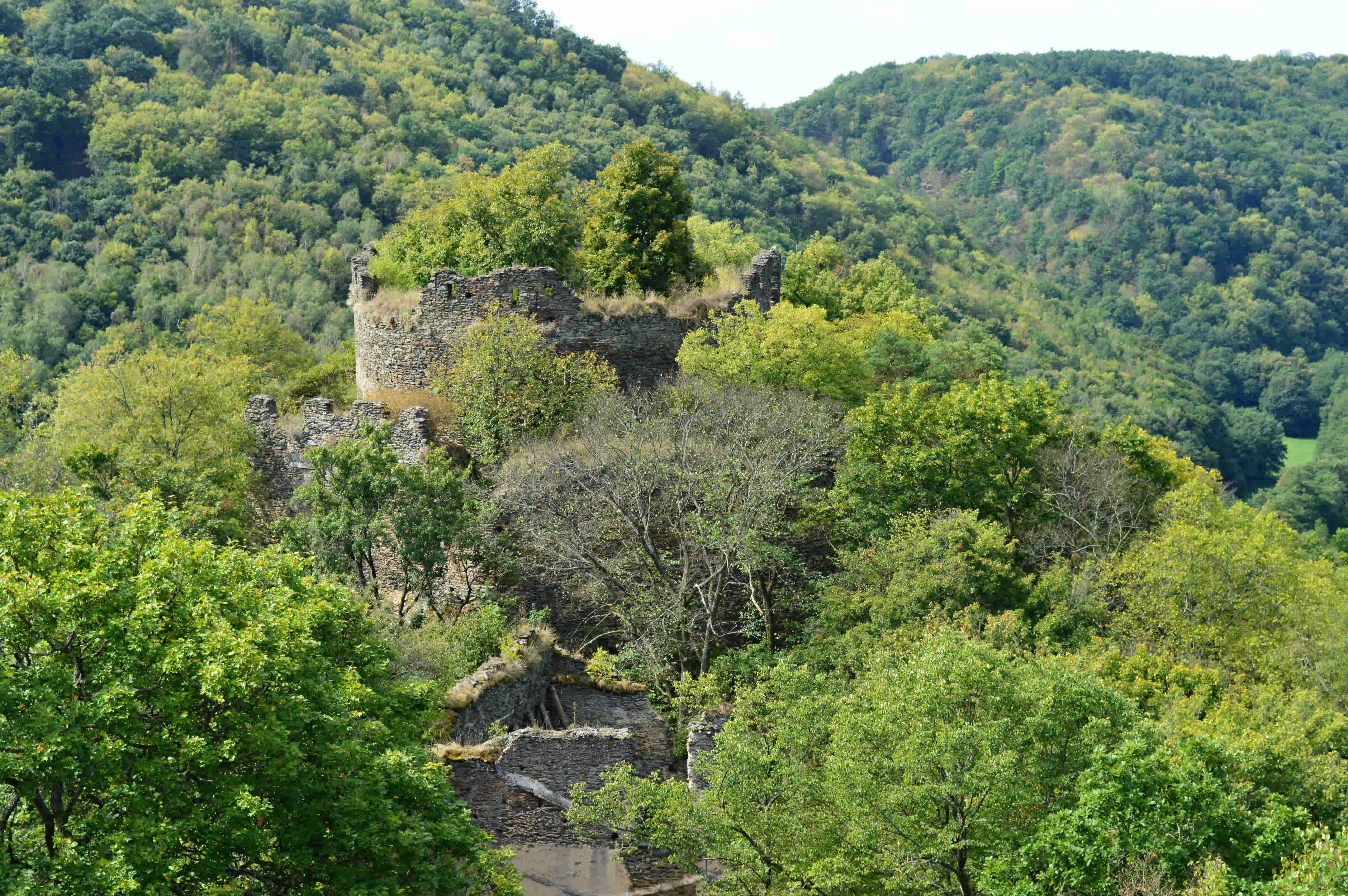
Nový Hrádek u Lukova

### Česko
- Malenovice
- Mydlovar
- Nový Hrádek u Lukova
- Košumberk
- Opárno
- Pořešín
- Roimund
- Templštejn
- Kozlov u Lomnice nad Popelkou
- Kumburk – hrad přestavěn z původní plášťové zdi na hrad s flankovací soustavou
- Strašice

### Německo
- Eisenberg v Bavorsku

### Slovensko
Na Slovensku se hrady s plášťovou zdí stavěly jako úsporný typ hradu od konce 13. století.
- Brekov
- Divín
- Hrušov
- Parič